# 4087 Part
4087 Part је астероид главног астероидног појаса са средњом удаљеношћу од Сунца која износи 2,176 астрономских јединица (АЈ).
Апсолутна магнитуда астероида је 13,3.